# Sinodelphys
A Sinodelphys az emlősök (Mammalia) osztályának és a Metatheria csoportnak egyik neme.
A nem egyetlen faja, a Sinodelphys szalayi.

## Tudnivalók
A Sinodelphys, a kora kréta egyik emlőse. Manapság ezt tartják a legősibb Metatheria emlősnek. Körülbelül, ezelőtt 125 millió éve élhetett a mai Kína területén. A fosszíliát 2003-ban fedezték fel a kínai Liaoning tartományban, a Yixian-formációban (Jihszien-formáció). Felfedezői Zhe-Xi Luo és John Wible voltak.

## Kövületei
Eddig csak egy példányt fedeztek fel ebből az állatból, a fosszília két összeillő (korábban kettéhasadt) darabban került elő. A faj katalógusszáma CAGS00-IG03. Ezt a Chinese Academy of Geological Sciencesben (Kínai Geológiai Tudományos Akadémia) őrzik.
A Sinodelphys szalayi csak 15 centiméter hosszúra nőhetett és 30 grammot nyomhatott. A fosszilis csontváz mellett szőrzet és puha szövetek is vannak; ez a jó állapotú megkövesedés a jó minőségű üledékeknek köszönhető. Luo és tsai. (2003) szerint az állat lábának a felépítése fán lakó életmódra utal. Olyan életmódot folytathatott, mint a vele kortárs legősibb Eutheria emlős, az Eomaia és a mai létező, erszényesekhez tartozó, Didelphis-fajok. Valószínűleg férgekkel és rovarokkal táplálkozhatott. A legtöbb mezozoikumi Metatheria emlős Észak-Amerika és Ázsia területein éltek; főleg a késő kréta korszakban, 90-65 millió évvel ezelőtt.
A Metatheria és Eutheria emlősök körülbelül ugyanazon a helyen és majdnem ugyanabban az időben jelentek meg.

### Fordítás
- Ez a szócikk részben vagy egészben  a   Sinodelphys című angol Wikipédia-szócikk ezen változatának fordításán alapul.  Az eredeti cikk szerkesztőit annak laptörténete sorolja fel. Ez a jelzés csupán a megfogalmazás eredetét és a szerzői jogokat jelzi, nem szolgál a cikkben szereplő információk forrásmegjelöléseként.